# ELETTRA

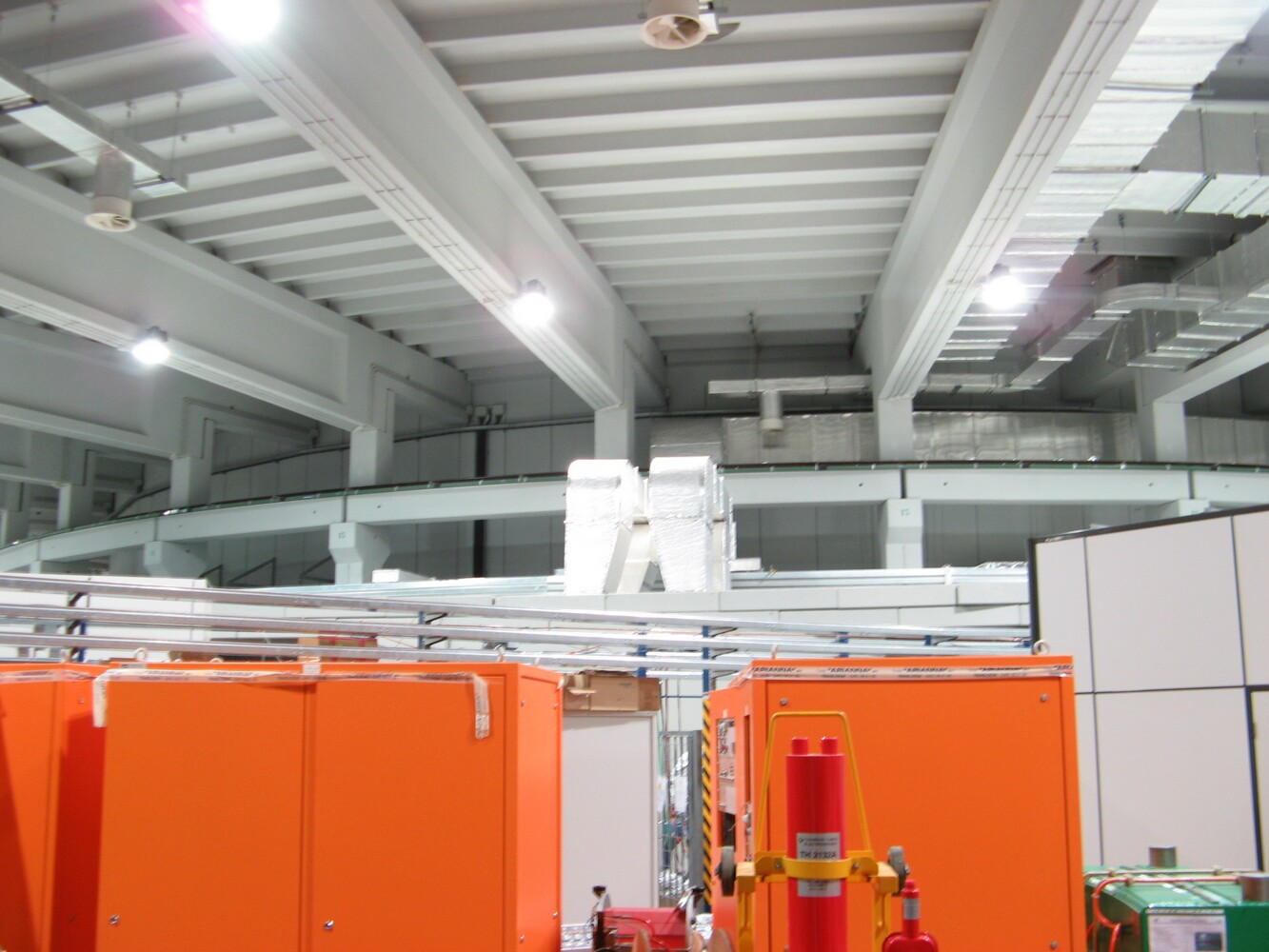
Каналы вывода СИ (горизонтальные нержавейные трубы) в зале синхротрона ELETTRA

ELETTRA — итальянская лаборатория, расположенная в Базовицце, пригороде Триеста, специализирующаяся на получении и использовании синхротронного излучения. Помимо, собственно, источника синхротронного излучения третьего поколения — электронного синхротрона ELETTRA, оперирующего с 1993 года — в лаборатории строится лазер на свободных электронах FERMI@elettra.
Синхротрон, работающий в области энергий 0,7—2,5 ГэВ, имеет оптическую структуру из 12 суперпериодов с ахроматическими поворотами типа DBA (Double Bend Achromat), может работать с 432 электронными сгустками и током 320 мА. Диапазон синхротронного излучения из разнообразных устройств (поворотные магниты, ондуляторы) — от ультрафиолета до рентгена (критическая энергия фотонов 5,5 КэВ для энергии пучка 2,4 ГэВ). Спектральная яркость доступная для большинства пучков составляет до 1019 фотонов/с/мм²/мрад²/0,1 %bw, а пиковая яркость лазера на свободных электронах в будущем достигнет до 1030 фотонов/с/мм²/мрад²/0,1 %bw.
Центр также является домом для проекта European Storage Ring FEL Project (EUFELE)..